# Bratislava Open
Il Bratislava Open è un torneo professionistico di tennis giocato su campi in terra rossa all'aperto. Fa parte dell'ATP Challenger Tour e si tiene annualmente dal 2019 al TK Slovan di Bratislava, in Slovacchia.

## Storia
Il torneo nasce nel 2003 a Košice con il nome Košice Open, già allora faceva parte del circuito Challenger e resta in questa città fino al 2014. Tra il 2015 e il 2018 viene giocato nella nuova sede di Poprad sotto il nome Poprad-Tatry ATP Challenger Tour. Nel 2019 viene spostato a Bratislava e si disputa la prima edizione del Bratislava Open. L'edizione del 2020 viene cancellata per la pandemia di COVID-19 e al suo posto viene organizzato un torneo non ufficiale al quale vengono invitati i migliori tennisti slovacchi. Torna a essere una tappa del circuito Challenger con l'edizione del 2021.

## Albo d'oro

### Singolare
| Anno | Campione                              | Finalista                             | Punteggio                             |
| ---- | ------------------------------------- | ------------------------------------- | ------------------------------------- |
| 2025 | Dino Prižmić                          | Valentin Royer                        | 6–4, 7–6(6)                           |
| 2024 | Kamil Majchrzak                       | Henrique Rocha                        | 6–0, 2–6, 6–3                         |
| 2023 | Vitaliy Sachko                        | Dimitar Kuzmanov                      | 2–6, 6–2, 7–6(2)                      |
| 2022 | Aleksandr Ševčenko                    | Riccardo Bonadio                      | 6–3, 7–5                              |
| 2021 | Tallon Griekspoor                     | Sebastián Báez                        | 7–6(6), 6–3                           |
| 2020 | Annullato per pandemia di Coronavirus | Annullato per pandemia di Coronavirus | Annullato per pandemia di Coronavirus |
| 2019 | Norbert Gombos                        | Attila Balázs                         | 6–3, 3–6, 6–2                         |

### Doppio
| Anno | Campioni                              | Finalisti                             | Punteggio                             |
| ---- | ------------------------------------- | ------------------------------------- | ------------------------------------- |
| 2025 | Andrew Paulson Matěj Vocel            | Jiří Barnat Filip Duda                | 6–1, 6–4                              |
| 2024 | Jakob Schnaitter Mark Wallner         | Miloš Karol Tomáš Láník               | 6–4, 6–4                              |
| 2023 | Ariel Behar Adam Pavlásek             | Neil Oberleitner Tim Sandkaulen       | 6–4, 6–4                              |
| 2022 | Sriram Balaji Jeevan Nedunchezhiyan   | Vladyslav Manafov Oleg Prihodko       | 7–6(6), 6–4                           |
| 2021 | Denys Molčanov Oleksandr Nedovjesov   | Sander Arends Luis David Martínez     | 7–6(5), 6–1                           |
| 2020 | Annullato per pandemia di Coronavirus | Annullato per pandemia di Coronavirus | Annullato per pandemia di Coronavirus |
| 2019 | Sander Gillé Joran Vliegen            | Lukáš Klein Alex Molčan               | 6–2, 7–5                              |